# Smith Augustin
Smith Augustin (...) è un diplomatico e politico haitiano che attualmente è membro del Consiglio presidenziale di transizione, su nomina di Les Engagés pour le développement (EDE), un partito politico haitiano, dal 26 marzo 2024. In precedenza, Augustin è stato ambasciatore di Haiti nella Repubblica Dominicana.
Nel luglio 2024, Augustin ha rappresentato Haiti per partecipare alla cerimonia di apertura delle Olimpiadi estive del 2024.